# Robert Parker

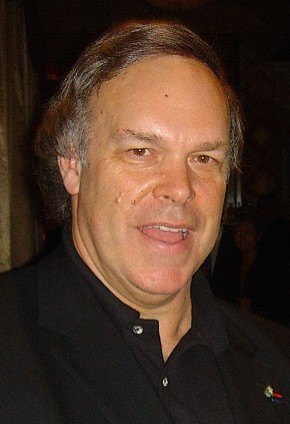
Robert M. Parker (2005)

Robert M. Parker (* 23. Juli 1947 in Baltimore, Maryland, USA) ist ein US-amerikanischer Weinkritiker und -autor.
Parker ist ausgebildeter Rechtsanwalt und betreibt langjährig professionellen Weinjournalismus. Seine Weinbewertungen mit den numerischen Parker-Punkten sind international ein maßgeblicher Faktor zur Preisbildung auf dem Weinmarkt. Er benutzt ein 100-Punkte-System, wobei 100 Punkte die Höchstnote ist. Amerikanische Weinhändler zeichnen ihre Weine beispielsweise nicht nur mit dem Preis aus, sondern auch mit der Bewertung von Parker wie „93 PP“ (Parker-Punkte).
Parker veröffentlicht seine Bewertungen in seinem zweimonatlich erscheinenden Newsletter „The Wine Advocate“ und den Büchern „Bordeaux“, „Rhône Valley“ und „Parkers Wein-Guide“. Seine ursprüngliche Domäne waren zu Beginn Weine aus Frankreich, insbesondere dem Bordeaux, Burgund und den Côtes du Rhône. Später kamen Weine anderer Länder hinzu. Dafür beschäftigt Parker ein mehrköpfiges Verkosterteam. Jährlich veröffentlicht er in seinem Wine Advocate einen „Vintage Guide“, in dem er die Reife und Trinkfähigkeit der Weine der wichtigsten Anbaugebiete, bezogen auf den aktuellen Zeitpunkt, bewertet.

## Leben
Parker ist Absolvent der University of Maryland, College Park, mit dem Hauptfach Geschichte und Kunstgeschichte als Nebenfach. Er besuchte dann die University of Maryland Law School in Baltimore, die er nach drei Jahren mit dem akademischen Grad eines Juris Doctor abschloss. Über mehr als zehn Jahre hinweg arbeitete Parker anschließend als Anwalt für die Farmkreditbank von Baltimore. Er kündigte im März 1984, um sich hauptberuflich der Weinbewertung zu widmen.
1975 begann er einen unabhängigen verbraucherorientierten Weinführer zu verfassen. Parker wollte ein Interessenvertreter der Verbraucher sein, unbelastet durch die Notwendigkeit, Wein verkaufen zu müssen. 1978 begann er mit der Arbeit an seinem Newsletter The Wine Advocate. Die erste Ausgabe war eine Beilage zu Postverteil-Listen, die er bei größeren Weinhandelshäusern als Adressen käuflich erworben hatte. Der Newsletter hatte im August 1978 600 Abonnenten. Bis heute wird er nicht über Anzeigen, sondern durch Abonnements finanziert.
Parker erfuhr weltweite Aufmerksamkeit, als er den Jahrgang 1982 von Bordeaux als superbes Jahr ausrief, im Gegensatz zu vielen anderen Kritikern, die der Ansicht waren, das Jahr sei zu säurearm ausgefallen und überreif. Die Debatte darüber, ob das Jahr 1982 ein alterungsbeständiges Jahr sei, dauert bis heute an. Aber der Weinmarkt scheint gesprochen zu haben, er erhob die Preise dieser Weine weit über jene folgender Jahrgänge.
Zwanzig Jahre später hatte der Newsletter „The Wine Advocate“ über 40.000 Abonnenten in 38 Ländern.
Zusätzlich zur Schreib- und Verkostungsarbeit für „The Wine Advocate“ trug Parker als schreibender Herausgeber für etliche Periodika, Wein- und Essen-Magazine bei. Er schrieb ebenso regelmäßig auch für das englische Magazin „The Field“ und wurde der Weinkritiker für das französische Magazin „L’Express“: das erste Mal, dass ein Nicht-Franzose diese Position einnahm.
Ende 2012 verkaufte Parker seinen „Wine Advocate“ für 15 Millionen US-Dollar an drei asiatische Investoren unter Führung des in Singapur wohnenden malaiischen Geschäftsmanns Soo Hoo Khon Peng. Auch aus der Chefredaktion zog sich Parker zurück. Neue Chefredakteurin wurde die „Master of Wine“ Lisa Perrotti-Brown, die ebenfalls von Singapur aus agiert.
Lisa Perrotti-Brown teilte am 5. Juli 2017 mit, dass sich der französische Reifenhersteller Michelin, der auch Herausgeber der Hotel- und Restaurantguides ist, mit einem Anteil von 40 % an Robert M. Parker The Wine Advocate und der Internetseite RobertParker.com beteiligte.

## Bücher
Parker schrieb elf Bücher über Wein, die nicht nur in den USA, sondern in ihren übersetzten Ausgaben auch in Frankreich, Japan, Deutschland, Schweden und Russland Bestseller wurden.
Im November 1985 erschien sein erstes Buch bei „Simon and Schuster“. Die Bordeaux-Ausgabe ging in sechs Neuauflagen, war eine Wahl des Clubs „Book of the Month“, und bekam internationale Anerkennung bei Kritikern. Eine englische Ausgabe über Bordeaux wurde bei der Londoner Gesellschaft von Dorling, Kinderseley Ltd. verlegt. Es gewann den hochrangigen Glenfiddich-Preis als Englands bestes Weinbuch im Jahre 1986. Die in Paris beheimatete Solar-Gesellschaft publizierte den Band über Bordeaux 1989, und umgehend erschienen drei Auflagen. Weiter noch wählte der französische Buchclub, der größte der Welt, das Buch zum „Buch des Monats“ im Januar 1991. Fremdsprachige Ausgaben des Bordeaux-Führers wurden in Japan, Deutschland und Schweden verlegt.
1987 brachten „Simon and Schuster“ zwei weitere Weinbücher von Parker heraus, „Parker’s Wine Buyer’s Guide“, und „The Wines of the Rhône Valley and Provence“ (deutsche Ausgabe: Parker Rhône). Das Buch über die Rhône- und Provenceweine gewann 1989 den „Tastemaker’s Award“ als bestes Weinbuch des Jahres, das in den USA publiziert wurde, und den „Wine Guild’s Wine Book of the Year Award“ in Großbritannien.
Im April 1989 wurde sein zweiter „Wine Buyer’s Guide“ publiziert (deutsche Ausgabe: Parker’s Wein Guide) und sein fünftes Buch über das Burgund kam 1990 heraus. „Burgund“ wurde ebenso in Frankreich und in England herausgegeben. Im Herbst 1991 kam eine revidierte und erheblich erweiterte Bordeaux-Ausgabe heraus. Sie erschien auch auf Japanisch, Deutsch (Parker Bordeaux) und Französisch. Die Gastronomische Akademie Deutschlands e. V. verlieh ihm 1993 die „Goldene Feder“ für die im Hallwag Verlag herausgegebene Lizenzausgabe von „Bordeaux“. 1993 kam die dritte Ausgabe des „Wine Buyer’s Guide“ heraus. 1997–1998 stand die französische Ausgabe des Einkaufsführers „Le Guide Parker“ 27 Wochen lang in der Zehner-Spitzengruppe der bestverkauften Bücher. 1995 erschien die vierte Ausgabe des Einkaufsführers, ein Buch, das geschäftlicher und publizistischer Erfolg wurde. In England und in Frankreich wurde es wiederholt aufgelegt unter dem Namen „The Guide Parker“. 1998 kam sein zehntes Buch heraus, eine dritte Ausgabe des Bordeaux-Führers, und wurde in Deutschland, England, Frankreich, Japan und den USA verlegt.
Parker bewertet die Weine und Jahrgänge in seinem 100-Punkte-Schema, die Abkürzung "RP" vor der Punktzahl zeigt, dass die Bewertung von seinem Team erfolgte. Er gibt Preiskategorien an und vergibt an die Weinbaubetriebe von durchschnittlich bis hervorragend zwischen 1 und 5 Sterne.

## Preise und Anerkennungen
1993 erhielt Parker den „Wine and Vine Communication Award“ von Moët Hennessy für seine französischen Ausgaben über Burgund und Bordeaux. 1995 wurde Parker der dritte Ehrenbürger der Weinbau-Gemeinde Châteauneuf-du-Pape im Rhônetal. Im Mai 1998 wurde Robert Parker von der James Beard-Stiftung ausgezeichnet, deren Preise die höchsten Ehren darstellen für Autoren in der Gastronomie- und Weinbranche.
Am 29. März 1999 unterzeichnete der französische Präsident Jacques Chirac ein Dekret, das Parker zum Ritter der Ehrenlegion erhob. Er wurde in einer Zeremonie im Élysée-Palast am 22. Juni 1999 ausgezeichnet. Schon 1993 hatte Präsident François Mitterrand Parker zum Verdienstordens-Träger ernannt. Robert Parker ist einer der wenigen Ausländer, die die beiden höchsten präsidentiellen Auszeichnungen Frankreichs erhielten.

## Einfluss auf die Weinwirtschaft
Besonders in den USA setzen zahlreiche Händler bei der Weinvermarktung auf Parkerpunkte. Eine Parker-Bewertung von 90 Punkten bedeutet, dass es ein Wein von hoher Qualität sei. Diese Wertung veranlasst häufig Käufer, solch einen Wein zu kaufen, ohne ihn zuvor verkostet zu haben.
Auch die berühmten „Grand Crus“ von Bordeaux setzen bei der Vermarktung auf Parker-Bewertungen. Um ihre Weine besser zu verkaufen, modifizieren viele Weingüter ihre Herstellungsverfahren in Weinberg und Keller so, dass Weine in jenem Stil entstehen, den Parker präferiert und hoch bepunktet. Zur Optimierung der Weinherstellung im Parker-Stil wird oft der mit Parker befreundete französische Önologe Michel Rolland als Berater engagiert, der ein Spezialist für vollmundige, fruchttiefe Weine mit viel Barriqueeinsatz ist. Auf die Spitze trieben diese Manier einige „Boutique-Weingüter“ (→ Garagenweine) mit niedrigsten Erträgen, die sich in der Folge von Parkers Wertungen eines großen Zuspruchs erfreuten.

## Kritik
Kontrovers wird Parkers Einfluss unter den Kennern eleganter, feinstrukturierter Weine diskutiert. Sie kritisieren Parkers Einfluss auf die europäische Weinbaukultur, da er Weine höher bewerte, die den Geschmackserwartungen amerikanischer Konsumenten entsprächen. Diese stünden oft im Gegensatz zu den historisch gewachsenen Wein- und Geschmackstraditionen vieler Weingebiete in Europa. Resultat sei eine langsame Nivellierung regionaler Weinstile. Durch dieses „Parkerisieren“ schwänden finessenreiche, komplex strukturierte Weine zunehmend aus dem Angebot. „Parkerweine“ seien oft überkonzentriert („fett“), zu fruchtbetont und besäßen einen zu hohen Anteil an Eichenaromen, Alkohol und Extraktstoffen.
Die französische Juristin Hanna Agostini war von 1995 bis 2003 Parkers Mitarbeiterin. Zunächst organisierte sie für ihn Verkostungen im Bordelais, später übersetzte sie Parkers Newsletter ins Französische. Parker trennte sich von Agostini, als bekannt wurde, dass Agostini bei Weingütern und Handelshäusern Consulting-Dienste anbot und diese mit ihren guten Kontakten zu Parker beworben haben soll. In ihrem 2007 in Frankreich erschienenen Buch Robert Parker – Anatomie d’un mythe (Robert Parker – Anatomie eines Mythos) erhebt Agostini Zweifel an Parkers Rechtschaffenheit und der Unabhängigkeit seiner Weinbeurteilungen. So behauptet sie, Parker verbringe nur „sieben Tage pro Jahr“ in Frankreich. Parkers Verkostungen würden auch nicht von unabhängigen Experten oder bezahlten Mitarbeiter vorbereitet, sondern von Großhändlern aus seinem Freundeskreis. Agostini nennt auch Namen: Dominique Renard, Jeffrey Davies, Bill Blatch, Archibald Johnston und den bekannten Wein-Consultant Michel Rolland. In der Zeitschrift Stern erschien kurze Zeit später ein kritischer Artikel über Parker, der einige Aussagen aus Agostinis Buch kommentierte.
In der dritten Ausgabe seines Wine Buyer’s Guide 1993 berichtete Parker, dass unter anderen das Weingut Domaine Faiveley verschiedene Tranchen abfülle. Die in die USA exportierten Tranchen würden weniger gut schmecken, als die von ihm auf dem Weingut getesteten Faiveley verklagte daraufhin Parker. Im Februar 1994 wurde der Prozess vor dem Pariser Tribunal de Grande Instance mit einem Vergleich beigelegt.
Als Parker Ende der 1980er-Jahre mit seiner Tätigkeit als Weinkritiker begann, war es ein Novum, dass ein Experte Weine verkostete und beurteilte, ohne offen mit Weinerzeugern oder -händlern geschäftlich involviert gewesen zu sein. Neu waren auch die Blindverkostungen von Parker und das Auskommen seines Newsletters The Wine Advocate ohne Werbeanzeigen. Inzwischen beschäftigt Parker ein mehrköpfiges Verkostungsteam, von denen einige kommerzielle Beziehungen zur Weinerzeugerwirtschaft haben.
Es gibt Studien zum Einfluss Parkers auf Weinpreise. Eine Flasche Wein der gehobenen Kategorie bekommt demnach genau den Preis, der seinem Rating in Parker-Punkten durch Parker und seine Mitarbeiter entspricht. Da niemand mehr Parker direkt angreife, schreibt Hay Colin in seiner Studie, „diktiere“ Parker den Preis, aber seine Urteile seien konservativ und entsprächen durchaus der Klassifikation der Bordeaux-Weingüter von 1855.
Für viele Spitzenerzeuger in Bordeaux ist der starke Preisanstieg für Bordeaux-Premiumweine in den 1990er-Jahren auch ein Effekt von Parkers Tätigkeit.

## Ausgewählte Publikationen
- Parker’s Wein Guide. Heyne, München 2000, ISBN 3-453-16305-2 (Collection Rolf Heyne).
- Parker Bordeaux. Hallwag Verlag, München 2004, ISBN 3-7742-6580-1.